# Olaf Hoffsbakken
Olaf Hoffsbakken (* 2. September 1908 in Snertingdal; † 23. November 1986 in Gjøvik) war ein norwegischer nordischer Skisportler.

## Leben
Hoffsbakken, der für Snertingdal IL startete, erreichte bei den Nordischen Skiweltmeisterschaften 1934 in Sollefteå den sechsten Platz im Einzel der Nordischen Kombination. Ein Jahr später bei den Nordischen Skiweltmeisterschaften 1935 in Vysoké Tatry konnte er sich auf den vierten Platz steigern und verpasste so nur knapp die Medaillenränge. Im Skilanglauf konnte er jedoch mit der Staffel die Silbermedaille gewinnen. In Garmisch-Partenkirchen konnte er bei den Olympischen Winterspielen 1936 sowohl in der Nordischen Kombination als auch mit der 4-mal-10-Kilometer-Langlaufstaffel die Silbermedaille erringen. Bei den Norwegischen Meisterschaften 1937 gewann er den Titel in der Nordischen Kombination sowie über 18 km Skilanglauf. Noch im gleichen Jahr erhielt er zusammen mit Birger Ruud und Martin P. Vangsli die Holmenkollen-Medaille.
Bei den Weltmeisterschaften 1938 in Lahti gewann er den Titel in der Nordischen Kombination.